# Slackness
Le slackness fait référence à une facette de la culture jamaïcaine très grivoise et vulgaire, faisant explicitement référence au sexe et à l'acte sexuel. Il influence les paroles des différents styles de musique jamaïcaine mais le slackness se fait très présent à partir des années 1980.
On peut citer, entre autres, quelques artistes réputés pour certains de leurs titres aux paroles très « slackness » comme Yellowman, Shabba Ranks, Lady Saw, Vybz Kartel etc.
Les titres slackness les plus connus :
- Vybz Kartel & Delishus - Rought Sex
- Lady Saw - If Him Lef
- Panhead - Punny Printer
- Vybz Kartel - Gyal Weh Mi Love So Much
- Shabba Ranks - Mr. Loverman
- Leftside - Phat Punaany
- Busy Signal - Mi Decide Fi Ansa
- Lady Saw - Pretty Pussy
- Baja Jedd - Bed Work Sensation
- Shabba Ranks - Wicked In A Bed
- Vybz Kartel & Spice - Ramping Shop
- The Hiltonaires - Big Bamboo